# 李卓音
李卓音，臺灣電視主播。父親為臺灣三洋電機董事長李文峰。有一個妹妹李卓盈在紡織業工作。兩人被稱為臺灣新一代政商名媛。

## 經歷
- 三立電視新聞部國際中心記者。
- 三立新聞台《兩岸美食通》主播（主持人）
- 三立新聞台新聞主播。

於2007年8月底離職。